# I. Miksa mexikói császár
Ferdinánd Miksa (teljes születési nevén: Ferdinánd Miksa József Mária, németül: Ferdinand Maximilian Josef Maria, spanyolul: Fernando Maximiliano José María; Bécs, Ausztria, 1832. július 6. – Santiago de Querétaro, Mexikó, 1867. június 19.), Habsburg–Lotaringiai-házból származó osztrák főherceg, aki a rövid ideig fennálló második Mexikói Császárság egyetlen uralkodója volt I. Miksa (spanyolul: Maximiliano I.) néven 1863-tól 1867-ben történt kivégzéséig.
Ferdinánd volt Ferenc Károly főherceg és Zsófia Friderika főhercegné másodszülött fia, I. Ferenc József osztrák császár öccse. A főherceg nagy karriert futott be a Császári és Királyi Haditengerészet főparancsnokaként 1854 és 1864 között, valamint alkirályként szolgált a Monarchia koronatartományának számító Lombard–Velencei Királyság élén 1857 és 1859 között. 1857-ben feleségül vette I. Lipót belga király leányát, Sarolta hercegnőt, akitől nem születtek gyermekei. Mexikói tartózkodása idején ugyanakkor politikai okokból vezérelve örökbe fogadta a korábban kivégzett császár, Agustín de Iturbide két árván maradt gyermekét.
Miksa III. Napóleon francia császár felkérésére 1864-ben lett a második Mexikói Császárság monarchája. Uralkodása azonban nem volt hosszú életű: a korábban elűzött Benito Juárez elnök csapatai 1867-ben megbuktatták kormányát, majd elfogták és hadbíróság elé állították, amely végül hazaárulás vádjával halálra ítélte. Kivégzését követően több hónappal testét visszaszállították Bécsbe, ahol a Habsburg-család hagyományos temetkezési helyén, a császári kriptában temették el.

## Élete

### Származása, testvérei, ifjúkora

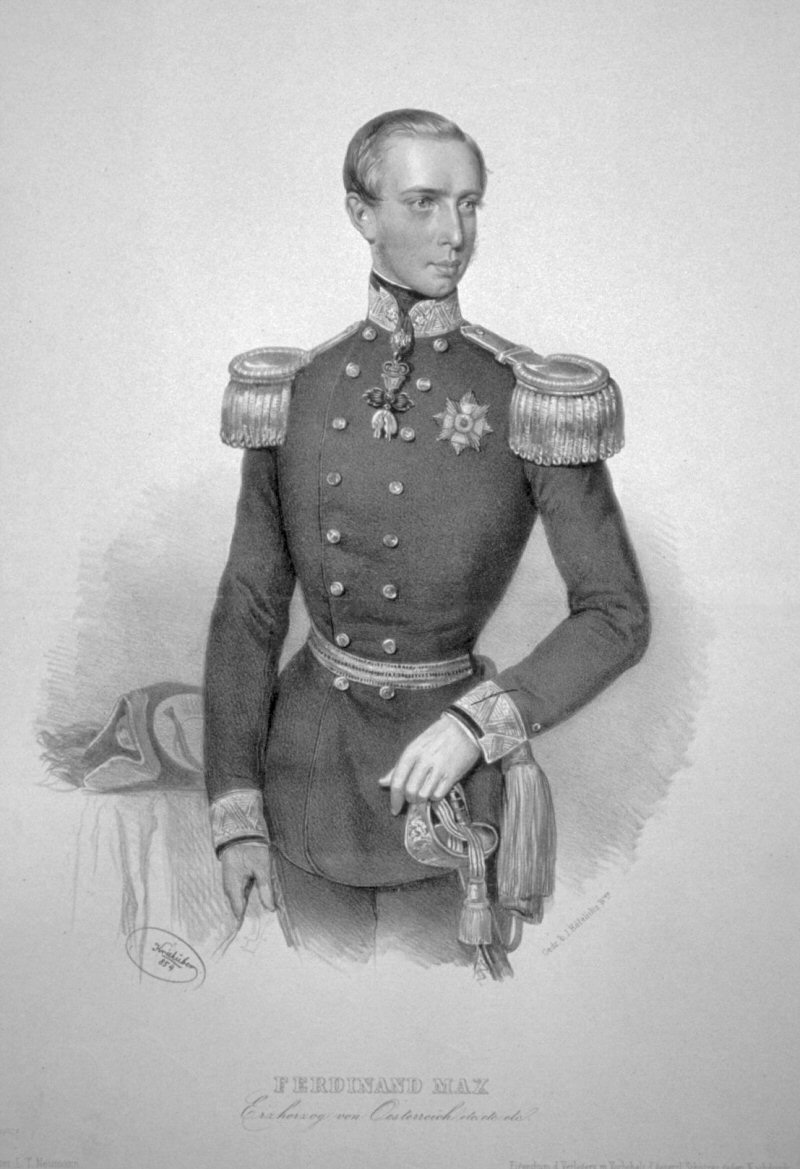
Ferdinánd Miksa főherceg. Josef Kriehuber litográfiája, 1854

Ferdinánd Miksa (vagy ahogy családtagjai hívták: Ferdinánd Max) főherceg 1832. július 6-án született a Bécshez közeli schönbrunni kastélyban.
Édesapja Habsburg–Lotaringiai Ferenc Károly főherceg (1802–1878) volt, II. Ferenc (1768–1835) német-római császárnak, magyar és cseh királynak (1804 után I. Ferenc néven osztrák császárnak) és a Bourbon-házból való Mária Terézia Karolina nápoly–szicíliai királyi hercegnőnek (1772–1807) második fia.
Édesanyja a Wittelsbach-házból való Zsófia Friderika bajor királyi hercegnő (1805–1872) volt, I. Miksa bajor királynak, és második feleségének, Karolina Friderika Vilma badeni hercegnőnek leánya.
Ferdinánd Miksa főherceg a család második gyermekeként született. Felnőttkort megérő testvérei: 
- Ferenc József főherceg, a későbbi I. Ferenc József osztrák császár (1830–1916).
- Károly Lajos főherceg (1833–1896), Ferenc Ferdinánd, a későbbi trónörökös apja.
- Lajos Viktor főherceg (1842–1919), akit homoszexuális hajlama miatt később kitagadtak a császári családból.

Miksa főherceget kimagasló intellektus, széles körű műveltség jellemezte, a tudományok közül különösen vonzotta a botanika. Emellett élénken érdeklődött a tengerhajózás iránt, és haditengerészeti kiképzésben is részesült. A császári-királyi hadiflotta Novara fregattjának fedélzetén több utazást tett a világtengereken, eljutott Brazíliába is. 1850-ben eljegyezte az 1831-ben lemondott I. Péter brazil császár második házasságából való, egyetlen leányát, Mária Amália portugál infánsnőt, aki azonban 1853-ban tüdőbajban elhunyt, Miksa őszintén meggyászolta.
1854-ben bátyja, Ferenc József császár kinevezte őt a Császári-Királyi Haditengerészet (K.k. Kriegsmarine) főparancsnokának. Miksa ekkor 22 éves volt. A következő években újjászervezte az osztrák–magyar hadiflottát. Megalapította és kiépítette a trieszti hadikikötőt. Eredményes működésének gyümölcse a korszerű osztrák–magyar hadiflotta, amellyel Wilhelm von Tegetthoff admirális később jelentős győzelmeket aratott az olasz hadiflotta ellen a porosz–osztrák–olasz háború adriai hadszínterein. Miksa gondolkodását erősen befolyásolták a korszak progresszív szellemi áramlatai. Általában a liberalizmus hívének tartották.

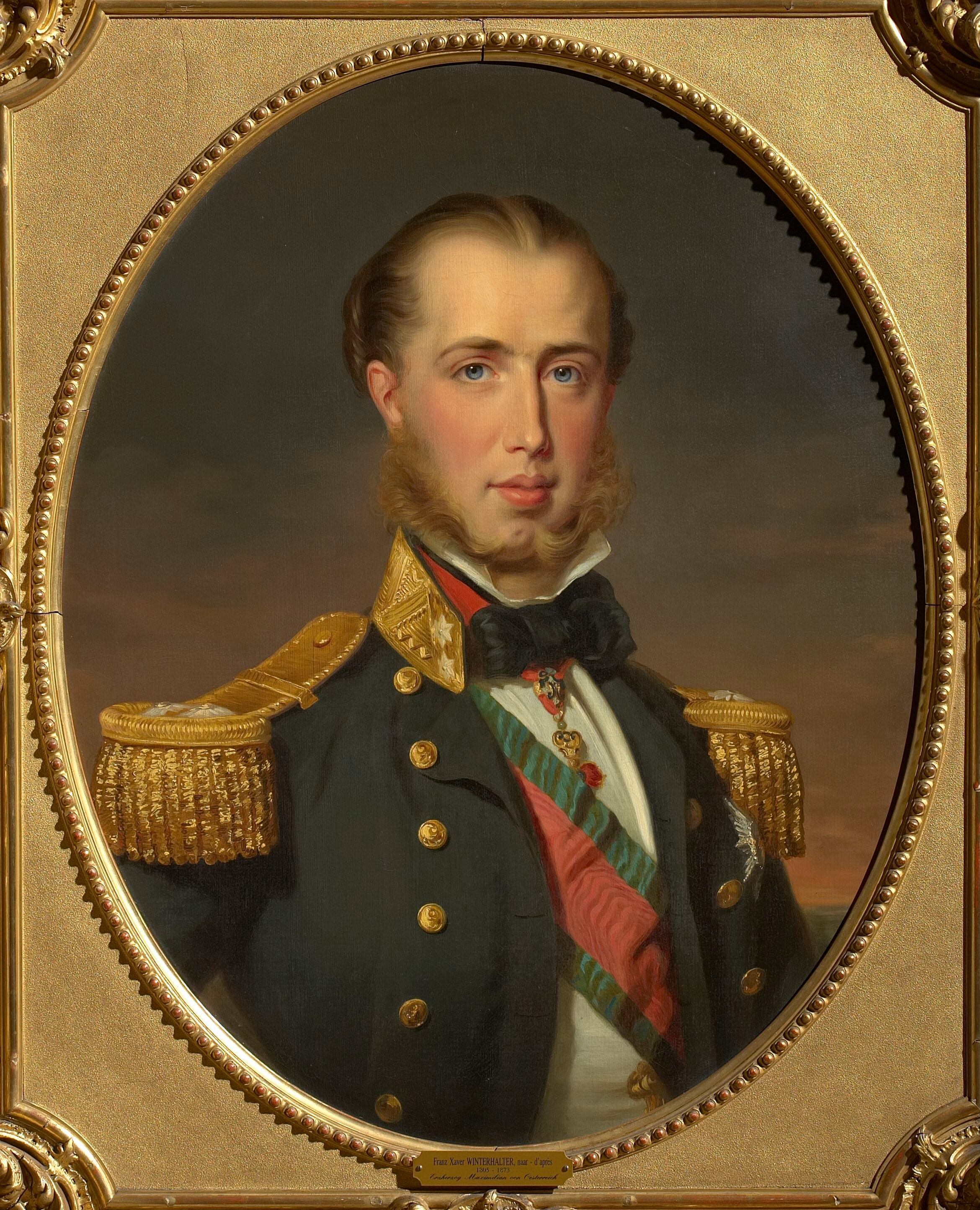
Miksa osztrák főherceg, tengernagy
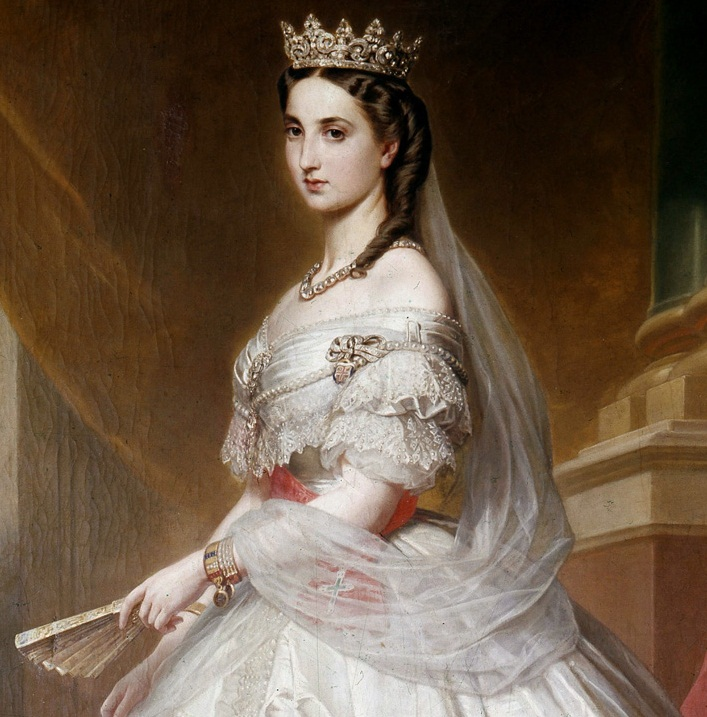
Sarolta belga hercegnő, mexikói császárné
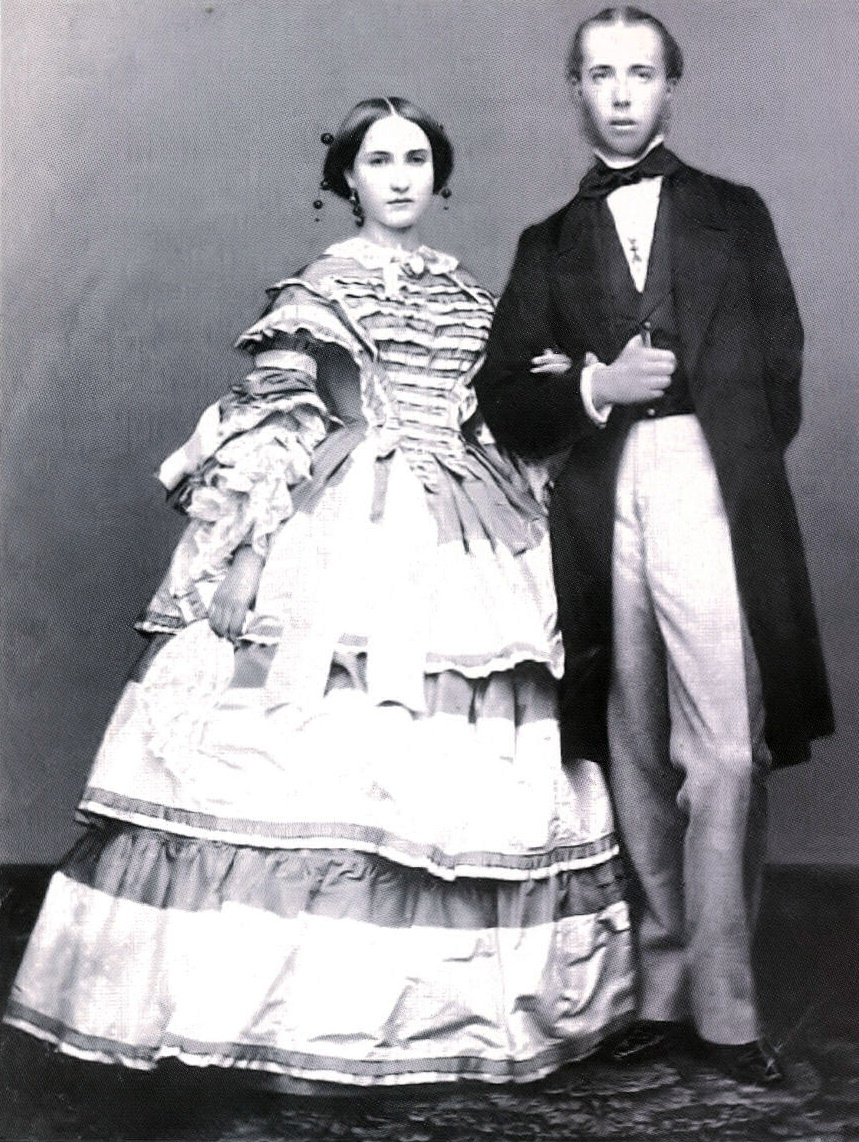
Miksa és Sarolta
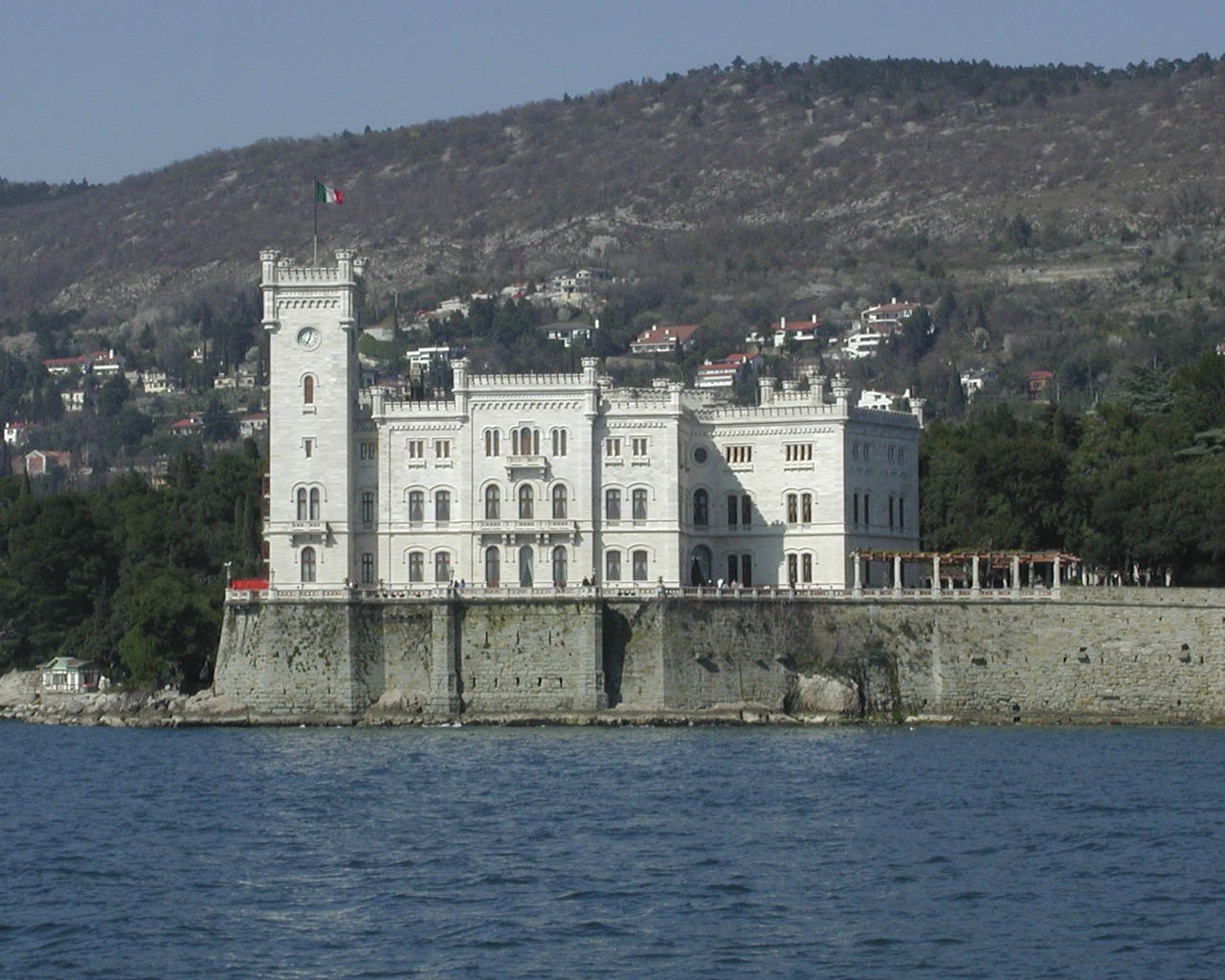
A Miramare-kastély
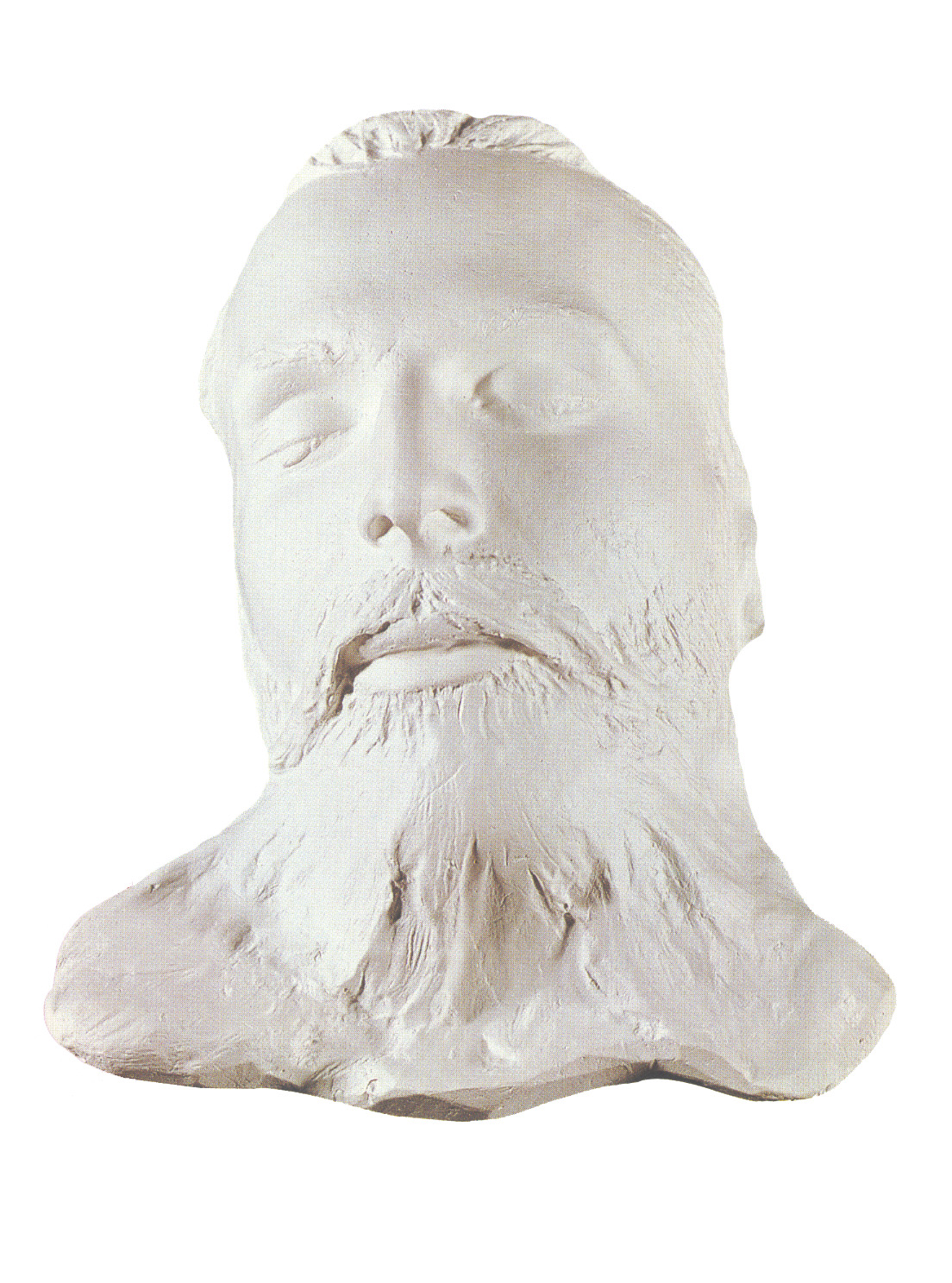
Miksa császár halotti maszkja a bécsi Hadtörténeti Múzeumban

### Házassága, lombard–velencei kormányzósága
1857 februárjában a császár kinevezte Miksát a Habsburg Birodalomhoz tartozó Lombard–Velencei Királyság (Königreich Lombardo-Venetien) kormányzójává. Ugyanebben az évben, július 27-én Brüsszelben Miksa feleségül vette Sarolta belga királyi hercegnőt (Charlotte de Belgique), I.Lipót belga király leányát, aki a házassággal osztrák főhercegnéi (Erzherzogin von Österreich) címet nyert. Házassága Sarolta hercegnővel gyermektelen maradt, valószínűleg Miksa főherceg korábbi brazíliai útján szerzett szifiliszes fertőzése miatt.
Miksa főherceg feleségével együtt Milánóba költözött, ahol Lombardia és Veneto kormányzójaként modernebb, liberálisabb politikát igyekezett gyakorolni. Bátyja, a császár nem értett egyet Miksa elképzeléseivel, és 1859 elején visszahívta őt tisztségéből, helyére Gyulai Ferenc táborszernagyot nevezte ki kormányzónak. Röviddel ezután, az 1859-es szárd háború során az osztrák császári hadsereg a magentai és a solferinói csatákban súlyos vereségeket szenvedett a piemonti felkelőket támogató francia haderőtől. Ennek következtében Lombardia elszakadt az Osztrák Császárságtól. Miksa főherceg visszavonult az osztrák politikai élettől. Feleségével együtt beköltözött a Trieszt melletti Miramare-kastélyba, amelyet maga és családja számára építtetett. Élete nagy álmával foglalkozott: a brazíliai trópusi őserdőkbe szervezett botanikai expedícióval. Ekkor (1859-ben) keresték meg őt először a mexikói royalisták, felajánlva neki Mexikó császári trónját. Miksa ekkor még irreálisnak minősítette és elutasította a tervet.

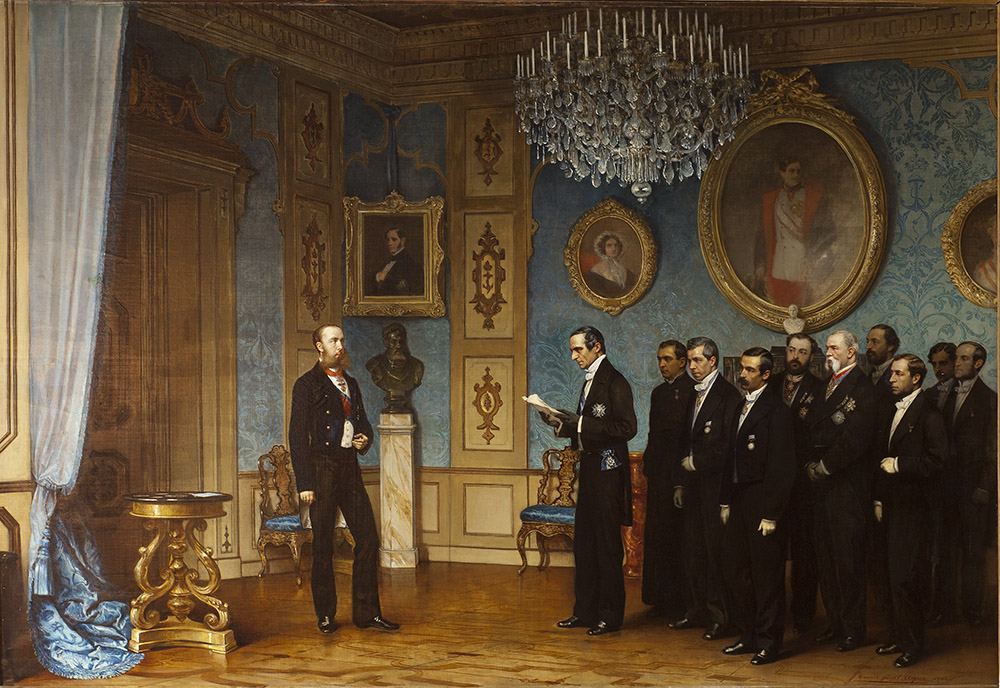
Miksa főherceg fogadja Mexikó küldötteit
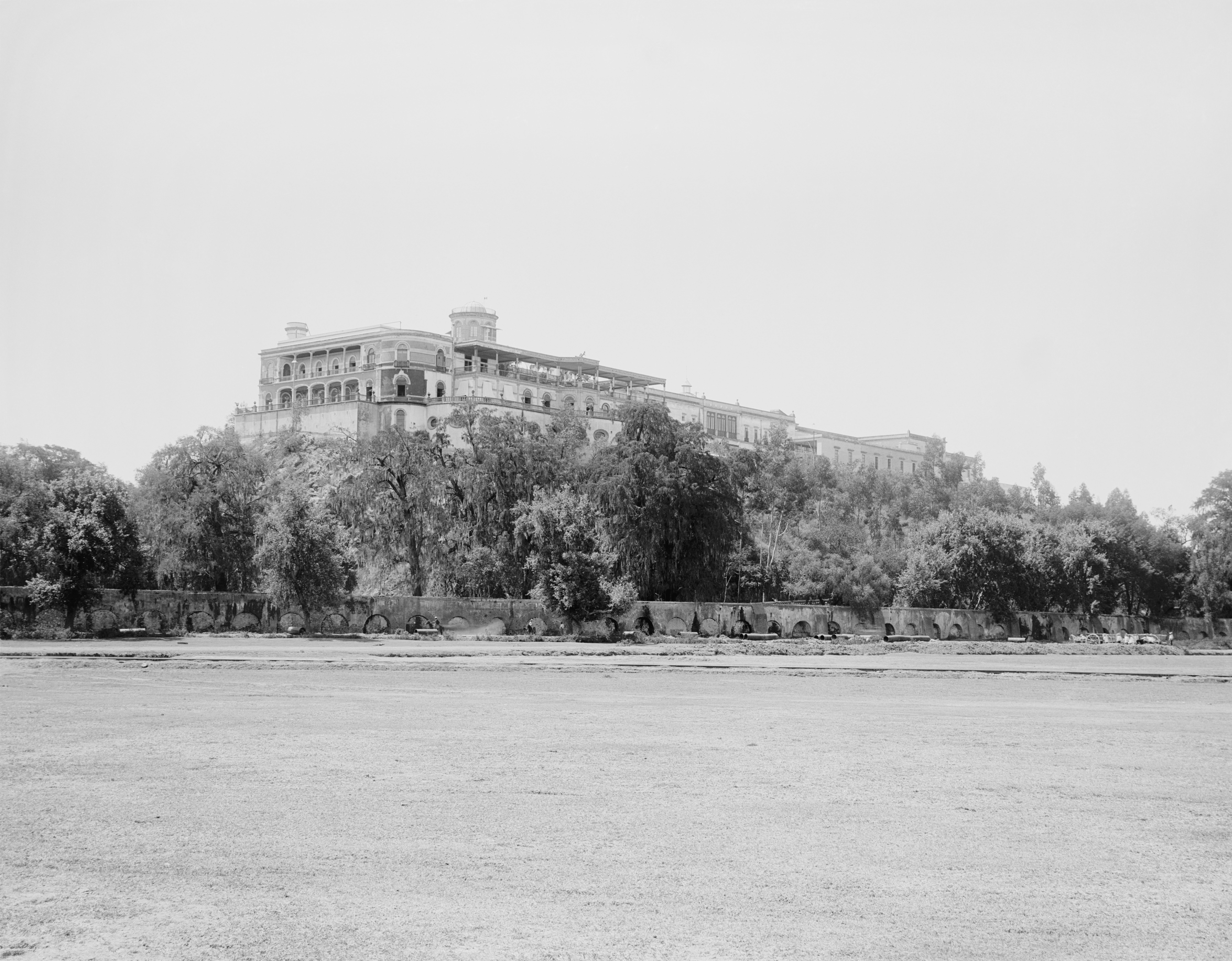
A Chapultepec Palota az 1880-as években
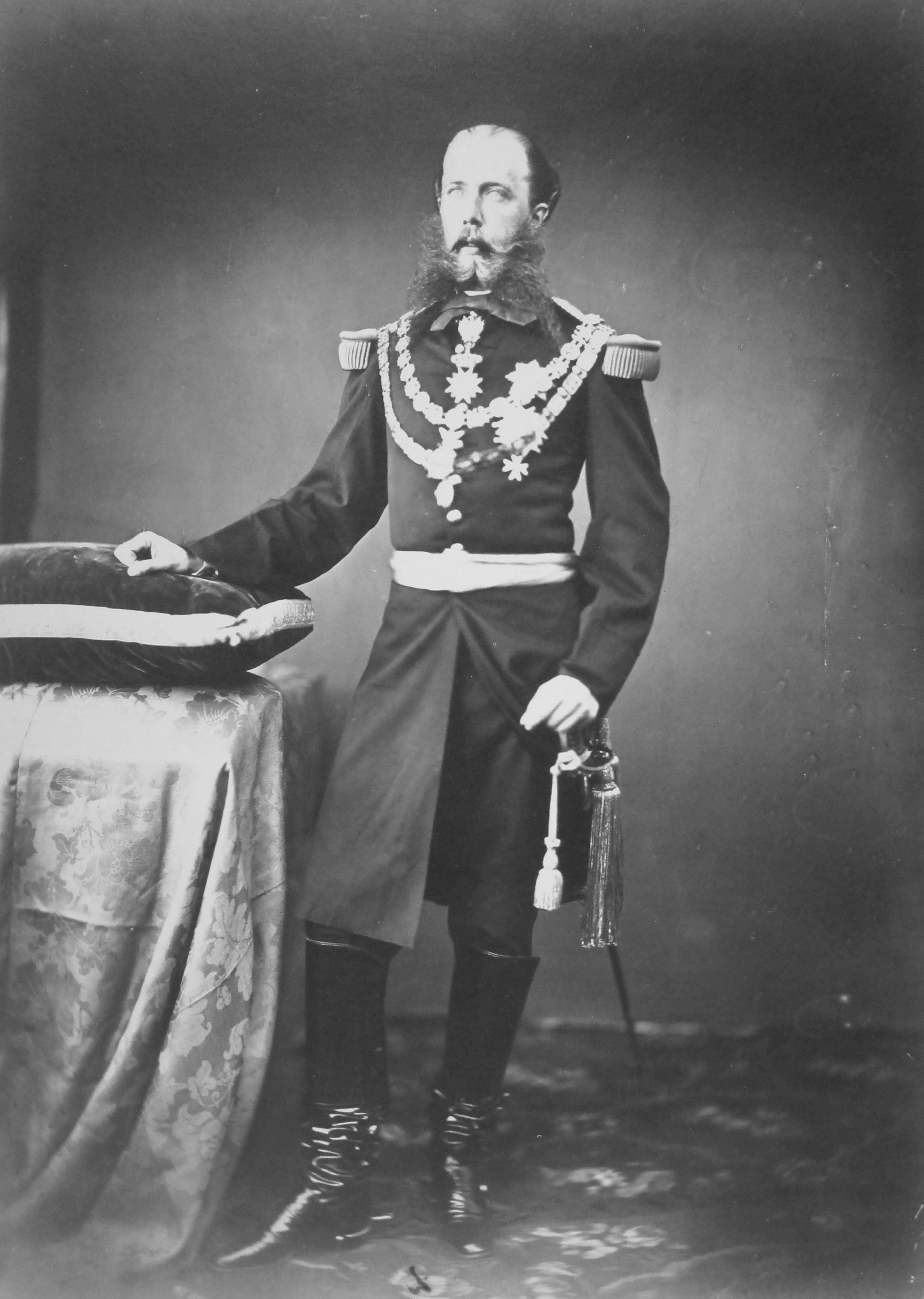
Miksa császár (1865-ös fénykép)
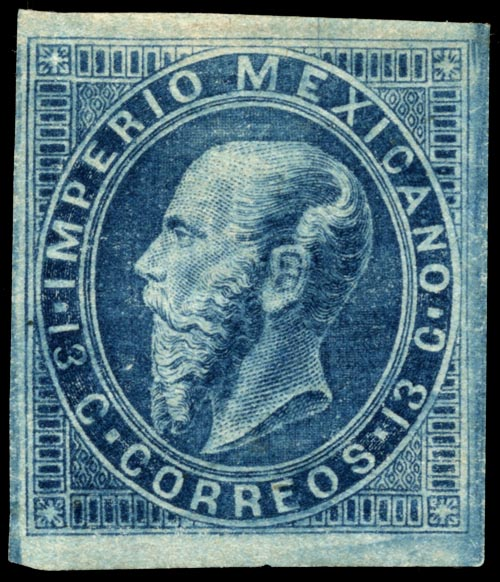
Mexikói postabélyeg 1866-ból, Miksa portréjával
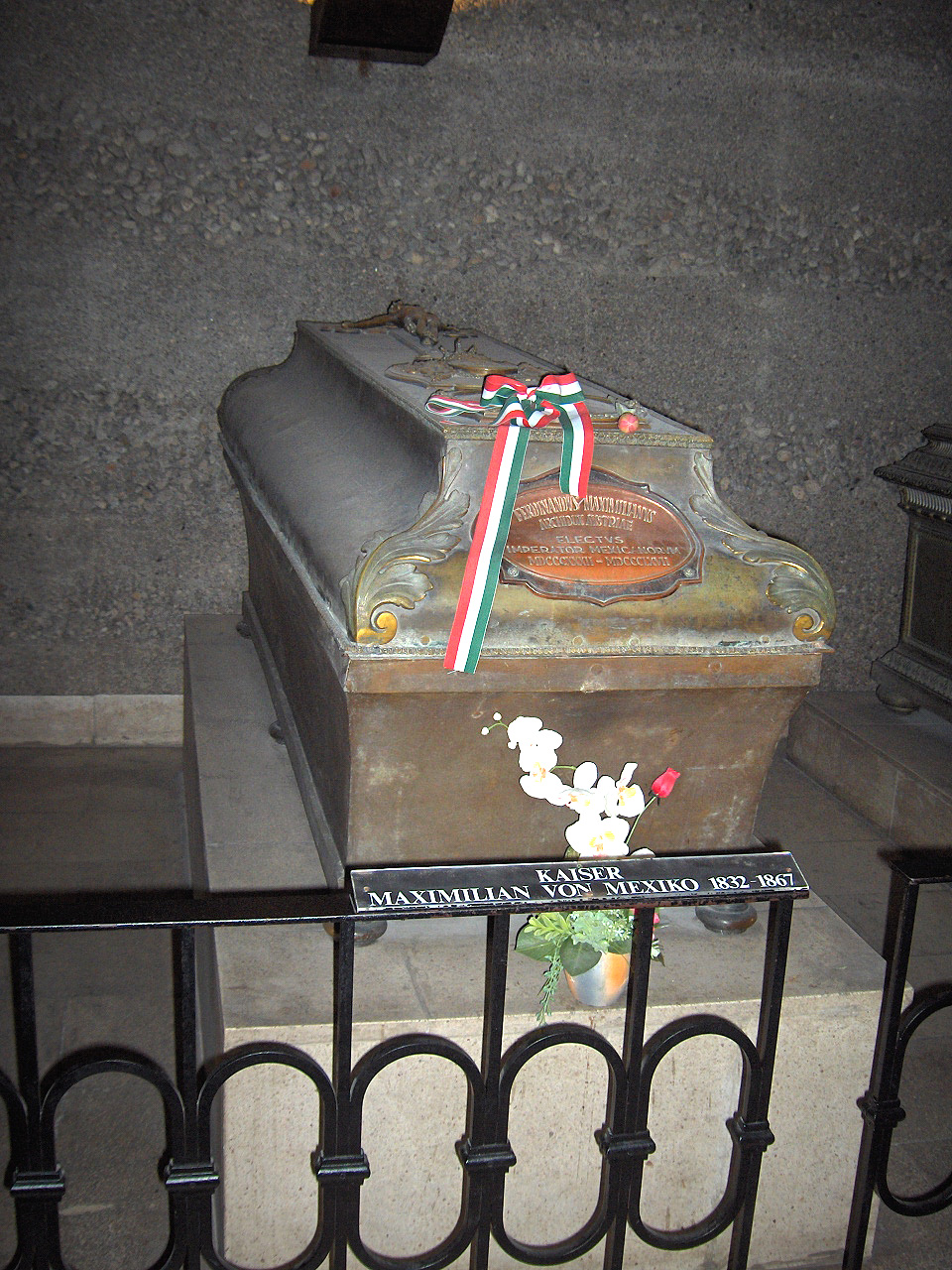
Miksa főherceg síremléke Bécsben

### A mexikói kaland
A korszak történelmének sajátos, tragikus epizódjának bizonyult Miksa főherceg mexikói császársága (1864–1867), amely III. Napóleon francia császár és I. Ferenc József osztrák császár világhatalmi játszmájának keretében jött létre, akik Mexikót egy, a Francia Császársághoz és a Habsburg Monarchiához kötődő örökletes monarchiává akarták formálni.
Mexikóban a polgári demokratikus forradalom köztársasági államformát hozott létre. A forradalmi kormány ellen az egyház és a nagybirtokosok erős ellenforradalmi szervezkedésbe kezdtek. III. Napóleon császár az alkalmat arra akarta felhasználni, hogy nagyhatalmi befolyást szerezzen az amerikai kontinensen. Ettől belpolitikai előnyöket is remélt: Franciaországban megrendült helyzetét külpolitikai sikerekkel akarta stabilizálni, ehhez a francia katolikus egyház segítségére számított, cserébe a mexikói egyház támogatásáért. A Francia Császárság nagy létszámú csapatokat küldött Mexikóba, amelyek a köztársasági kormány ellen harcoló erőket támogatták, és monarchia mint államforma bevezetését szorgalmazták. 1863-ra a kormányellenes felkelők, az Élie-Frédéric Forey tábornok által vezetett francia csapatok támogatásával megszerezték az ország területének jelentős részét, és elfoglalták a fővárost, Mexikóvárost is. A megszállt területen népszavazást is rendeztek, amely megerősítette a monarchisztikus államformát. A royalisták ismét felajánlották a császári koronát Ferdinánd Miksa osztrák főhercegnek.

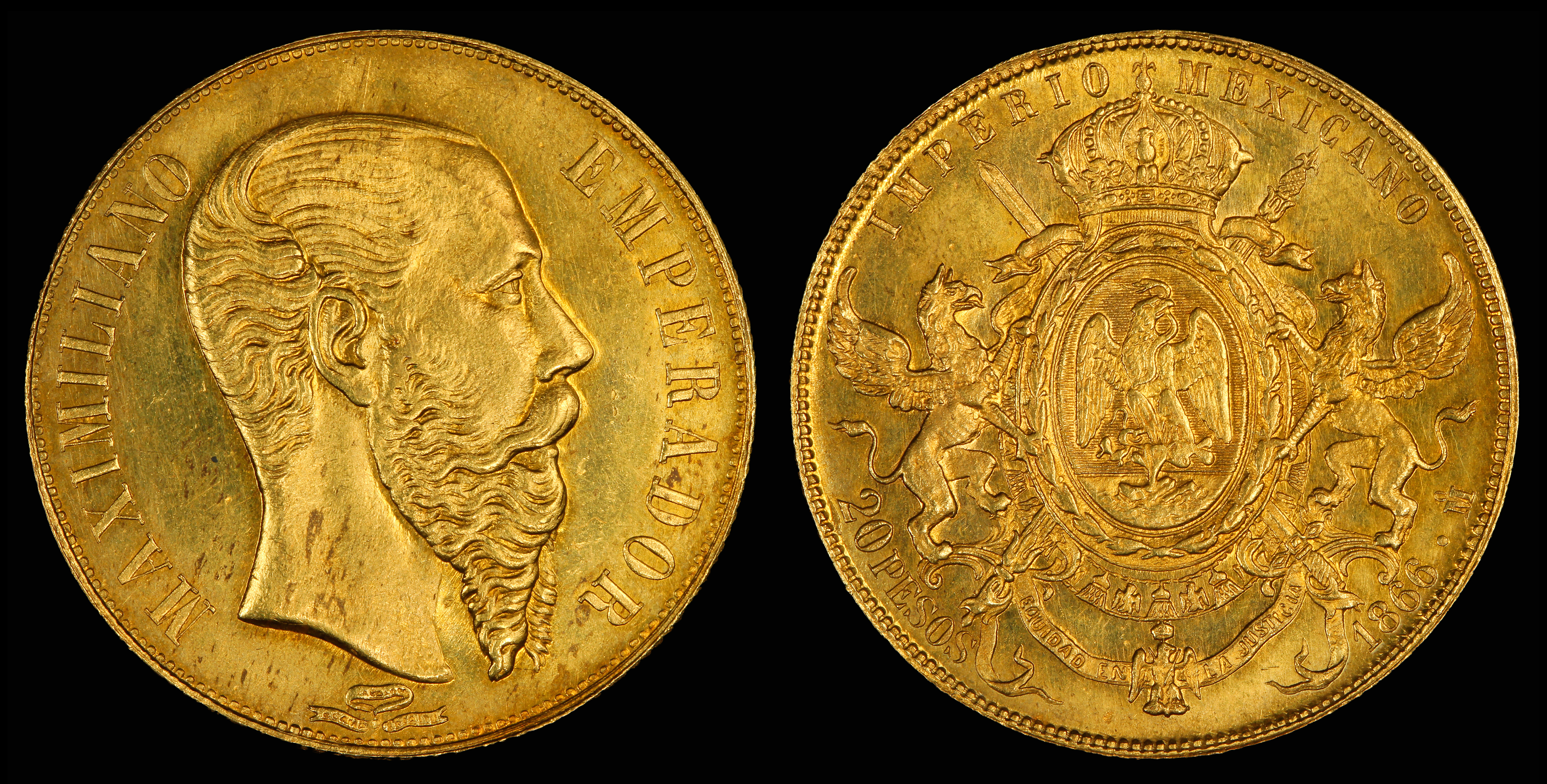
I. Miksa mexikói császár 20 peso névértékű aranyérméje 1866-ból.

A francia intervenció révén megváltozott politikai helyzetben Miksa elfogadta a III. Napóleon által sugallt felkérést, és ő maga is beszállt az akcióba mintegy hétezer osztrák katonával. A mexikói royalisták április 10-én, a népszavazás eredményére támaszkodva, I. Miksa néven kikiáltották őt Mexikó császárának (Emperador Maximiliano I de México). Felesége, Sarolta Mexikó császárnéja (Emperatriz Carlota de México) lett. 1864 áprilisában Miksa lemondott esetleges osztrák trónutódlási igényéről, és feleségével együtt Mexikóba utazott. Miksa a legkevésbé sem ismerte új államát, a hajóúton is például nem a Mexikóról szóló, neki átadott könyveket olvasta, hanem a császári udvari etikett kézikönyvének megírásával foglalkozott.
Az akcióban jelentős erőkkel részt vett Spanyolország és Nagy-Britannia is, amelyek felé Mexikónak szintén tartozása volt. Bár az egyesült francia-spanyol-angol flotta legyőzte a mexikói hajóhadat, és térdre kényszerítette a szárazföldi csapatok egy részét is, Juárez diplomáciájának köszönhetően a spanyol és angol katonák hamar kivonultak az országból. Emellett, e két ország nem értett egyet azzal, hogy Franciaország meghódítsa Mexikót, sőt féltékenyek is voltak Napóleon sikereire.
A császári pár május 28-án szállt partra Veracruzban, ahol ujjongó tömeg üdvözölte őket. Francois Achille de Bazaine francia altábornagy 25 000 főnyi seregének kíséretében június 12-én bevonultak az immár császári székvárosba, Mexikóvárosba. A főváros közelében álló Chapultepec-palotába költöztek, a régi azték uralkodók nyaralóhelyére. Miksa egyik első intézkedése az volt, hogy széles sugárutat építtetett a császári palotától a városközpontig, amelyet a Császárné sétánynak (Paseo de la emperatriz) neveztek el. Mai neve a Reform-sétány (Paseo de la Reforma).

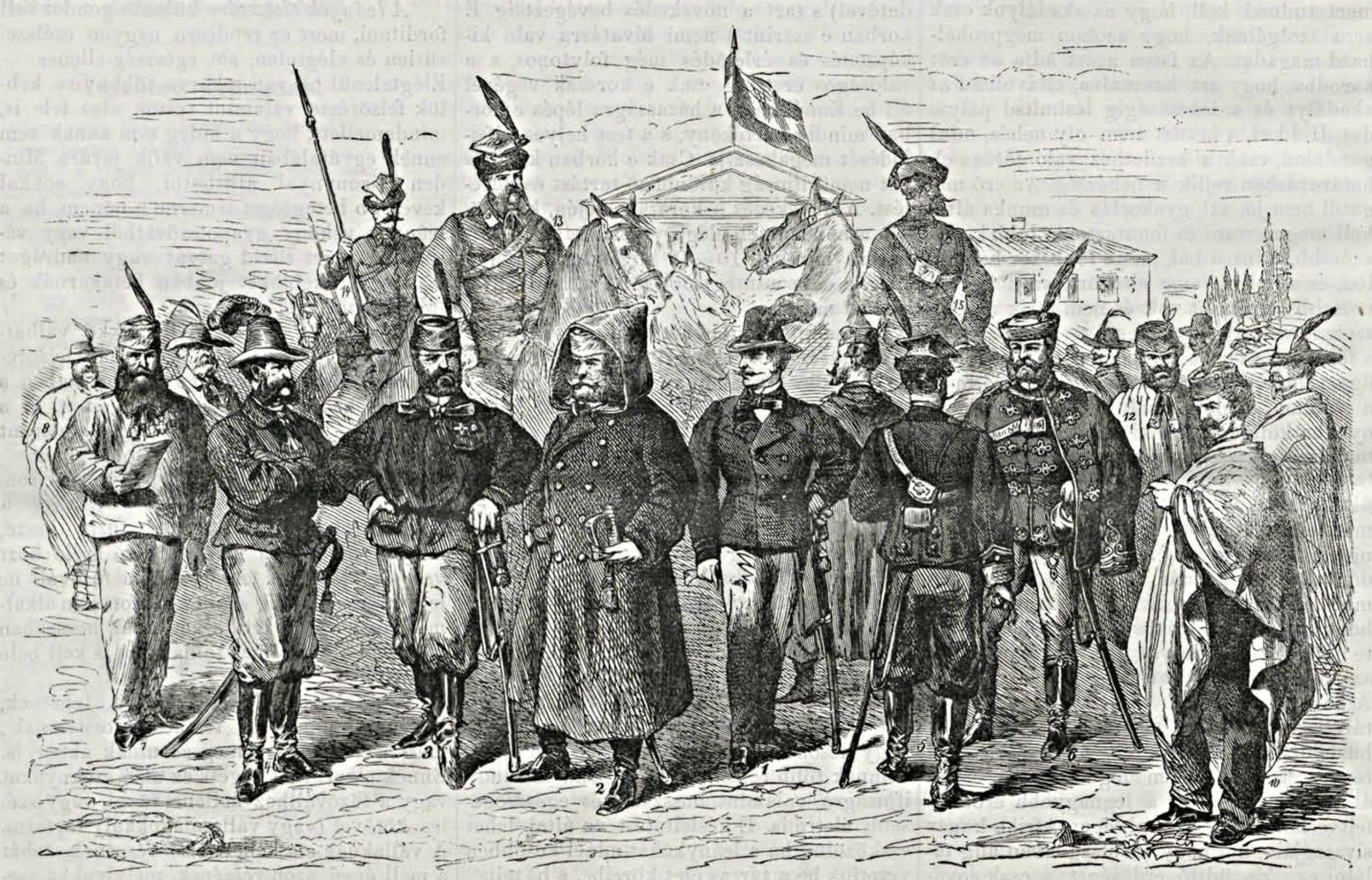
A mexikói magyar önkéntes csapat, Vasárnapi Ujság, 1864. 50. szám

Miksával otthonról is fegyveres erő tartott Mexikóba: 6800 osztrák, 1000 magyar és majdnem 500 lengyel önkéntes kísérte. A mexikóiak elleni háború során mintegy 170 magyar vesztette életét, igaz csak apróbb hadműveletekben vettek részt.
Miksa valószínűleg nem volt tisztában a franciák által megszállt területen rendezett népszavazás eredményének erősen kétséges voltával. Az elűzött Benito Juárez elnök és a liberálisok sohasem ismerték el a népszavazás eredményét, és háborút folytattak a royalisták és a francia megszállók ellen. Miksa úgy hitte, Mexikót modern, európai típusú, liberális szellemű állammá alakíthatja, ezért fogadta el – családja ellenkezése dacára – a császári koronát. Mexikóban azonban azzal kellett szembesülnie, hogy az amerikai földrész minden országa a francia intervenciósok által megbuktatott mexikói köztársasági elnököt, Benito Juárezt támogatja. Miksára és a franciákra mindenki úgy tekintett, mint nemkívánatos idegen beavatkozókra.
Miksa császár megpróbálta népszerűségét növelni, hatalmi bázisát kiszélesíteni. Örökbe fogadta az 1820-as években uralkodott korábbi mexikói császár, Agustín de Iturbide unokáit, Agustín de Iturbide y Greent és Salvador de Iturbide y de Marzánt. A 2 éves Augustínt kinevezte Iturbide hercegének, és megtette őt a császári trón örökösévé. Hasonló szándéktól vezetve Miksa birodalmi marsallá (Reichsmarschall) nevezte ki Antonio López de Santa Anna tábornokot, az exdiktátort. Miksa – konzervatív támogatóival szembeszállva – helybenhagyta és megerősítette az elűzött Juárez elnök több liberális szellemű rendelkezését, így a földreformot és a szavazójog kiterjesztését a földdel nem rendelkező parasztokra is.
Miksa nem vette észre, hogy csupán báb, és a francia csapatok kegyetlenkednek az ország lakosságával, ezért az mindenütt, ahol csak lehetett fegyvert ragadott ellenük. Napóleon maga úgy kezelte Mexikót, mintha francia gyarmat lenne; katonáinak gyilkosságai, rablásai és visszaélései miatt az emberek a jó szándékú Miksát tették felelőssé.
Miksa császár kezdetben amnesztiát ajánlott Benito Juáreznek, ha felesküszik a koronára, de ezt a megbuktatott elnök elutasította. Később Miksa elrendelte, hogy Juárez minden elfogott hívét végezzék ki. Ez súlyos taktikai hibának bizonyult, növelte a köztársasági kormány híveinek számát, és elszántabbá tette a fegyveres ellenállást.

### Bukása

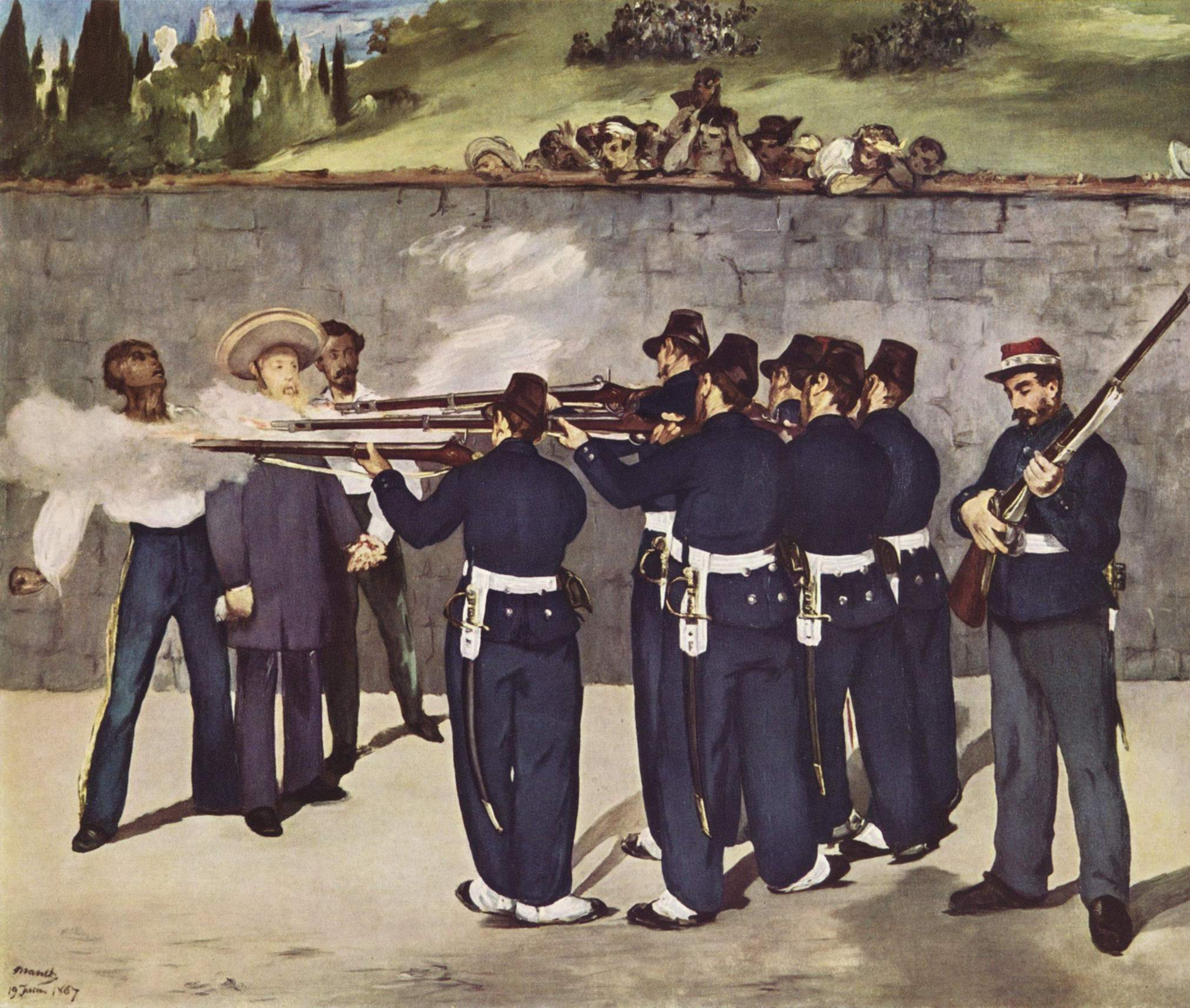
Miksa császár kivégzése Mexikóban (Édouard Manet festménye)

Az észak-amerikai polgárháború (1861-1865) lezárultával az Egyesült Államok is fegyvereket kezdett szállítani a köztársaságiaknak, és fenyegetően tiltakozott az európai intervenció ellen (lásd Monroe-elv), tartva a francia terjeszkedéstől. Részben az egykori konföderációs sereg szökevényeiből, részben a volt északi hadsereg katonáiból álló önkéntesek szivárogtak be Mexikóba, és kezdtek harcolni a franciák ellen. Az Egyesült Államok kisebb katonai alakulatokat küldött át a határon, hivatalosan a mexikói oldalról behatoló indiánok megbüntetésére, de az amerikai lovascsapatok leginkább a franciákkal csaptak össze. III. Napóleon félt, hogy a polgárháború után felszabadult amerikaiak hadat üzennek Franciaországnak, sőt a lehetséges amerikai–francia háború nem csupán a mexikói frontra, hanem a tengerre és az amerikai francia gyarmatokra is áthelyeződne, ami veszélyeztetné egyúttal Franciaország tengeri hatalmát és a többi kontinensen található gyarmatát is.
A francia csapatoknak 1866-ban el kellett hagyniuk Mexikót, Miksa visszautasította III. Napóleon ajánlatát, hogy a csapatokkal együtt ő is távozzék. A monarchisták magukra maradtak. Mexikón kívül mindenki tisztában volt azzal, hogy Miksa császárságának napjai meg vannak számlálva. A royalisták nem tudták tartani magukat a népszerű Benito Juárez elnök csapatai ellen. 1866-ban Miksa felesége, Sarolta császárné Európába utazott, hogy III. Napóleon császártól és IX. Pius pápától kérjen támogatást szorongatott férje számára. Erőfeszítései kudarcba fulladtak, mert Napóleon tudta, hogy ha visszaküldi csapatait Mexikóba, az amerikai támadást vonna maga után. A pápa sem léphetett fel katonailag Mexikóban, és diplomáciai támogatást sem adott. A csalódás és kétségbeesés az asszonyt mély depresszióba döntötte, egyes kortársak szerint az elmezavar határára került.
A hatalmat újból megszerző köztársaságiak 1867. május 14-én megfosztották trónjától Miksa császárt, aki híveivel és maradék osztrák katonáival Querétaro erődjébe menekült. Hetekig tartó ostrom után megpróbált átszökni az ellenséges vonalakon, de árulás folytán elfogták. Hadbíróság elé állították, és hazaárulás vádjával halálra ítélték. A halálos ítélet ellen sokan táviratban és levélben tiltakoztak. Az európai uralkodók mellett a liberálisok olyan prominens képviselői, mint Victor Hugo és Giuseppe Garibaldi is szót emeltek, de hiába. Juárez elnök példát akart statuálni, és meg akarta mutatni, hogy kormányát semmilyen idegen hatalom nem befolyásolhatja.
Miksát 1867. június 19-én Tres Campanas-nál, Querétaro közelében, két tábornokával, Miguel Miramónnal és Tomás Mejíával együtt kivégzőosztag elé állították, és agyonlőtték. Miksa állítólag megvesztegette a kivégzőosztag katonáit, hogy ne a fejébe lőjenek, egyikük mégis megtette. Miksával együtt ítélték halálra német szárnysegédjét, Felix zu Salm-Salm ezredest, aki az utolsó pillanatban kegyelmet kapott, felesége, Agnes Leclerq Joy személyes közbenjárásának köszönhetően.
Férje kivégzésének hírére a kétségbeesett Sarolta elméje megzavarodott. 60 évvel élte túl férjét. 1927. január 19-én halt meg a flandriai Meise-ben, Bouchout várban.

### Temetése

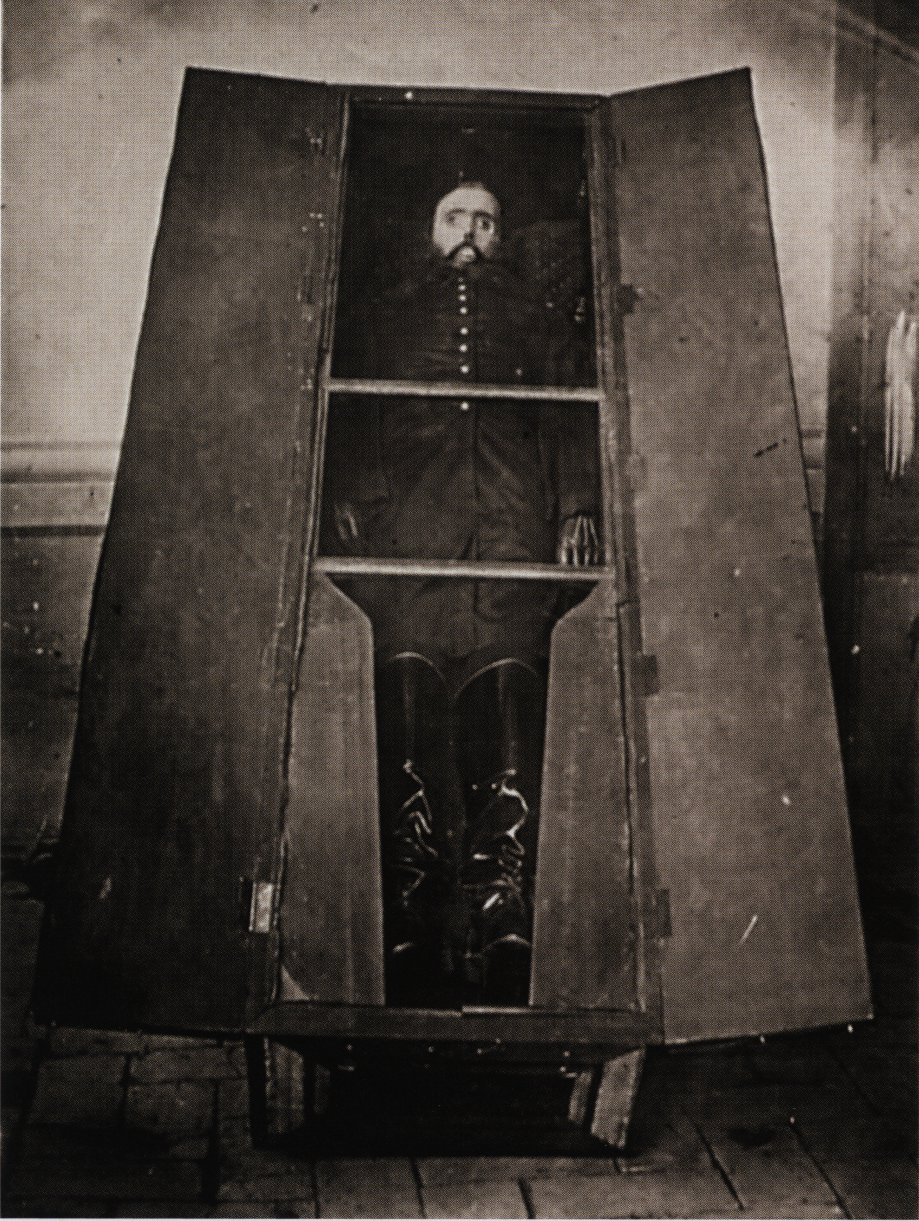
Miksa főherceg bebalzsamozott holtteste, hazaszállítás előtt

Miksa osztrák főherceg, mexikói császár (szakszerűtlenül) bebalzsamozott holttestét Mexikóvárosban egy héten át közszemlére tették, itt a holttestet meg is csonkították, majd hosszas diplomáciai tárgyalások után, néhány hónap múlva átadták Tegetthoff altengernagynak, aki az osztrák-magyar hadiflotta Novara fregattjának fedélzetén Triesztbe hozta. Innen Bécsbe szállították, és 1868. január 18-án a Habsburg-család hagyományos temetkezőhelyén, a kapucinusok templomában, a császári kriptában temették el.
Halálához romantikus történetet is kapcsoltak. Miksa legkedvesebb szerelmi dala Sebastián de Yradier szerzeménye, a „La Paloma” volt. A legenda szerint Miksa kívánságára ezt a dalt játszották kivégzésekor is. Újabb történészi vizsgálatok azonban nem támasztják alá ezt a legendát.
Tény viszont, hogy ezt a dalt játszotta a zenekar, amikor Miksa főherceg hazaérkező koporsóját kihajózták a trieszti Miramare-kastély kikötőmólójánál. Miksa főhercegnek, a Császári és Királyi Haditengerészet volt főparancsnokának emlékére a Haditengerészet jelenlévő tisztjei ünnepélyesen elhatározták, hogy osztrák-magyar hadihajó fedélzetén a „La Paloma” dal soha többé ne csendüljön fel. Ezt a szokást ma is tartják a hagyományt ismerő (és tisztelő) osztrák vitorlázók.

### Legenda, halála után

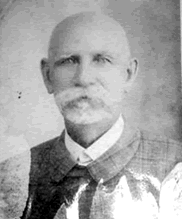
Justo Armas

Rolando Deneke salvadori építész és amatőr hobbikutató előállt egy elmélettel, amely szerint Miksa császárra a kivégzőosztag vaktölténnyel lőtt. Ellenfeléhez, Benito Juárezhez hasonlóan Miksa is szabadkőműves volt, és az amerikai fogságba esett Santa Annának korábban ugyanezen az alapon kegyelmeztek meg. Koporsójába egy másik holttestet tettek, akinek arcát a balzsamozás közben eltorzították, a testet hetekig bomlani hagyták. A Bécsbe érkező koporsó felnyitásakor a holttestet a Habsburg hivatalos személyek, köztük saját édesanyja sem ismerték fel. Az elmélet szerint a kibírhatatlanul konzervatívnak érzett bécsi udvar helyett Miksa császár San Salvadorban élt tovább, Justo Armas álnéven. 1916 végén, I. Ferenc József halála előtt osztrák–magyar diplomaták keresték volna fel Miksa–Armast, kérve, foglalja el az Osztrák–Magyar Monarchia trónját, de hiába. Justo Armas 1936-ban hunyt el (ha ő volt Miksa, akkor 104 évesen). Deneke szerint Justo halála előtt meggyónta titkát San Salvador püspökének. Napjainkban Armas testét exhumálták és Habsburg Ottó engedélyével genetikai vizsgálatokat végeztek rajta. A kutató állítja, hogy Armas teljes bizonyossággal a Habsburg-család valamelyik tagjával azonos, a legenda különféle változatai szerint az 1867-ben kivégzett Miksa főherceggel, az 1889-ben öngyilkossá lett Rudolf főherceggel, vagy az 1890-ben tengeri hajóútján eltűnt János Szalvátor főherceggel.

## Művei
- Aus meinem Leben, Reiseskizzen, Aphorismen, Gedichte (Életem, utazásaim, aforizmák, költemények). Miksa cikkeinek gyűjteménye, Lipcse, 1867, 7 kötetben.

## Emléke szépművészetben, zenében, filmben
- Liszt Ferenc Miksa főherceg, mexikói császár tiszteletére 1867-ben gyászzenét írt, amely a Zarándokévek sorozat harmadik évadának 6. sorszáma alatt jelent meg (’’Années de Pèlerinage, Troisième Année, No. 6’’, 1883.
- Juarez, amerikai játékfilm, készült 1939-ben, rendező Brian Aherne. (Miksa császárral rokonszenvező ábrázolás), a tragikus császárné szerepében Bette Davisszel.
- Fernando del Paso: „Noticias del Imperio”. Regény Miksa császár és Sarolta (spanyolosan Maximiliano I et Carlota) életéről, uralkodásuk idején.
- Édouard Manet francia festőművész 1867 és 1869 között több példányban is megfestette „Miksa császár a kivégzőosztag előtt Mexikóban” című festményét, mintha hadijelentést illusztrálna. A festmény első változatán, amely ma a bostoni múzeumban található, a kivégzőosztag katonái még mexikói egyenruhát hordanak. A festménynek a mannheimi képtár birtokában lévő utolsó változatán az osztag katonái a francia gárdisták egyenruhájában tüzelnek a császárra.
- Karl May: „A haldokló császár (Der sterbende Kaiser)”, Bamberg, 1952, 55. kötet. A német író regényt írt e politikai kalandról. Ez az „Erdei rózsa (Waldröschen)” c. ponyvaregény átdolgozása, amely először egy hatkötetes ponyvaregény-sorozatban jelent meg, 1882–1884 között, kiadó Euchar Albrecht Schmid. ISBN 3-7802-0055-4.
- Hernádi Gyula Szép magyar tragédia 1978-as színdarabja ezzel az epizóddal kezdődik.